# Vixen (Band)
Vixen ist eine US-amerikanische Hard-Rock-Band, die vor allem in den späten 1980er Jahren mit zwei Alben als eine der ersten weiblichen Hard-Rock- und Metal-Gruppen internationale Aufmerksamkeit erlangte. Später wurde die Gruppe durch innere Konflikte zwischen den Mitgliedern geschwächt und konnte an ihre anfänglichen Erfolge nicht anschließen.

## Geschichte
Vixen wurden 1974 in St. Paul (Minnesota) gegründet, zogen aber sechs Jahre später nach Los Angeles um. Die erfolgreiche Phase der Band begann 1988 mit dem Erhalt eines Plattenvertrags und dem selbstbetitelten Debütalbum, welches sich über eine Million Mal verkaufte und mit den Titeln Edge of a Broken Heart und Cryin’ zwei der größten Hits der Band enthielt. Zu diesem Zeitpunkt bestand die Band nach zahlreichen Besetzungswechseln in der Frühphase aus ihrem bekanntesten Line-Up, bestehend aus Janet Gardner (Gesang und Rhythmusgitarre), Jan Kuehnemund (Leadgitarre), Share Pedersen (Bass) und Roxy Petrucci (Schlagzeug). Auch das 1990 folgende zweite Album Rev It Up mit der Single How Much Love konnte den Erfolg der Band, die sich mittlerweile als eine der größten weiblichen Rock-Gruppen etabliert hatte, halten. Zu dieser Zeit tourten Vixen mit Gruppen wie Kiss, Deep Purple, Ozzy Osbourne, Scorpions und Bon Jovi und erlangten so schnell internationale Aufmerksamkeit. Letztlich traten innerhalb der Band jedoch Differenzen über die musikalische Ausrichtung auf, die im Jahr 1991 zu ihrer Auflösung führten.
Die Neugründung der Band erfolgte 1997 durch Gardner und Petrucci, zudem wurde die Besetzung durch Gina Stile an der Gitarre und Rana Ross als Bassistin komplettiert. Ein Jahr später, kurz nach dem Ausstieg von Ross, erschien das dritte Album der Band, Tangerine, das sich allerdings stark vom ursprünglichen, vom Glam Metal geprägten Stil der Band abwich, um den Sound von Vixen um Grunge-Elemente zu erweitern, und nicht an den Erfolg der vorigen zwei Alben anknüpfen konnte. Während der folgenden Tour, auf der Roxys Schwester Maxine Petrucci als Bassistin fungierte, kam es zu einem Rechtsstreit zwischen der Band und Jan Kuehenemund über die Rechte an den älteren Stücken der Gruppe. Kurz darauf wurden Vixen erneut aufgelöst.
2001 erfolgte erneut eine Neugründung der Band fast in der Besetzung der erfolgreichen Phase, lediglich Pedersen war durch Pat Holloway ersetzt worden. Während der Tour kam es allerdings erneut zu Verwerfungen in der Band, sodass diese von einem neuen Line-Up, bestehend aus Kuehnemund, Jenna Sanz-Agero (Gesang), Lynn Louise Lowrey (Bass) und Kat Kraft (Schlagzeug) beendet wurde. In dieser Besetzung erschien 2006 das Album Live & Learn, auf dem man sich zumindest teilweise wieder seiner musikalischen Wurzeln besann, wenngleich sich der kommerzielle Erfolg früherer Jahre auch mit diesem Album nicht wiederholen ließ. Zuvor war die Band für eine Fernseh-Show 2004 noch ein letztes Mal in der originalen Besetzung aufgetreten. Ende 2012 entstanden Pläne, die Band erneut in diesem Line-Up zusammenzuführen. Dies wurde allerdings verhindert, als Anfang 2013 bei Jan Kuehnemund Krebs diagnostiziert wurde, an dem sie am 10. Oktober 2013 im Alter von 59 Jahren verstarb. Die übrigen Mitglieder, die zuvor schon in der Band JSRG wieder zusammengearbeitet hatten, führten dennoch eine Reunion durch. Kuehnemunds Platz in der Band wurde hierbei von der ehemaligen Vixen-Gitarristin Gina Stile, die auch bei JSRG mitgewirkt hatte, eingenommen. Im März 2017 gab die Band die neue Gitarristin Brittany Denaro, besser bekannt als Britt Lightning, als Nachfolgerin von Stile bekannt. Am 16. Januar 2019 bestätigte Gardner ihren Abschied von Vixen, und am 22. Januar wurde Lorraine Lewis von Femme Fatale als die neue Frontfrau benannt. Femme Fatale war eine weitere rein weibliche Glam-Metal-Band, welche von 1982 bis 1990 sowie von 2013 bis 2019 bestand. Bassistin Share Ross verkündete im Februar 2022, dass sie von der Band eine lange Auszeit nehmen würde. Während dieser Zeit, zu deren Dauer Ross keine Aussage tätigte, wird sie durch Julia Lage (der Ehefrau von Richie Kotzen) ersetzt.

## Galerie

Vixen, bisherige Besetzung live im Universum Stuttgart, Oktober 2018
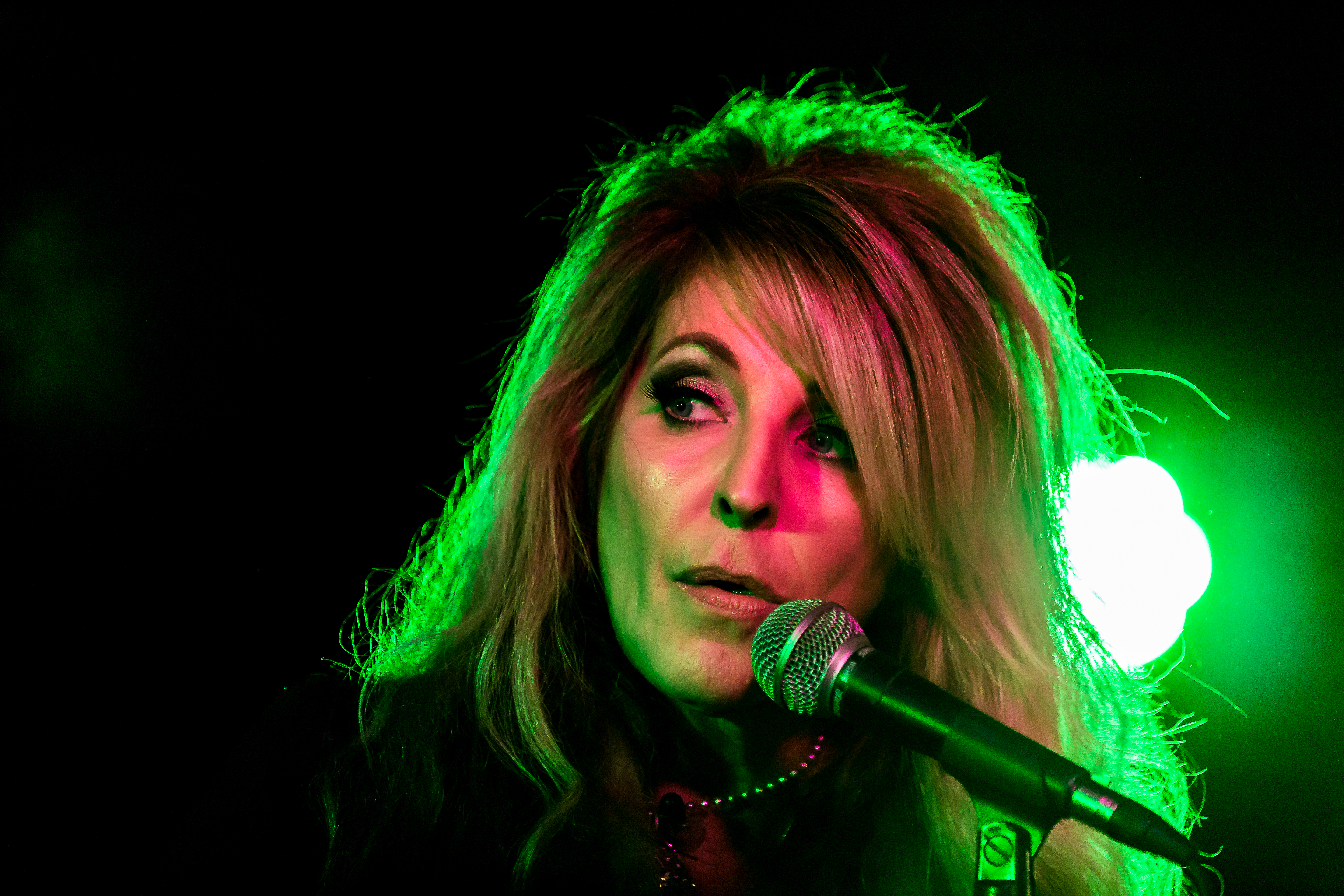
Sängerin/Rhythmusgitarristin Janet Gardner
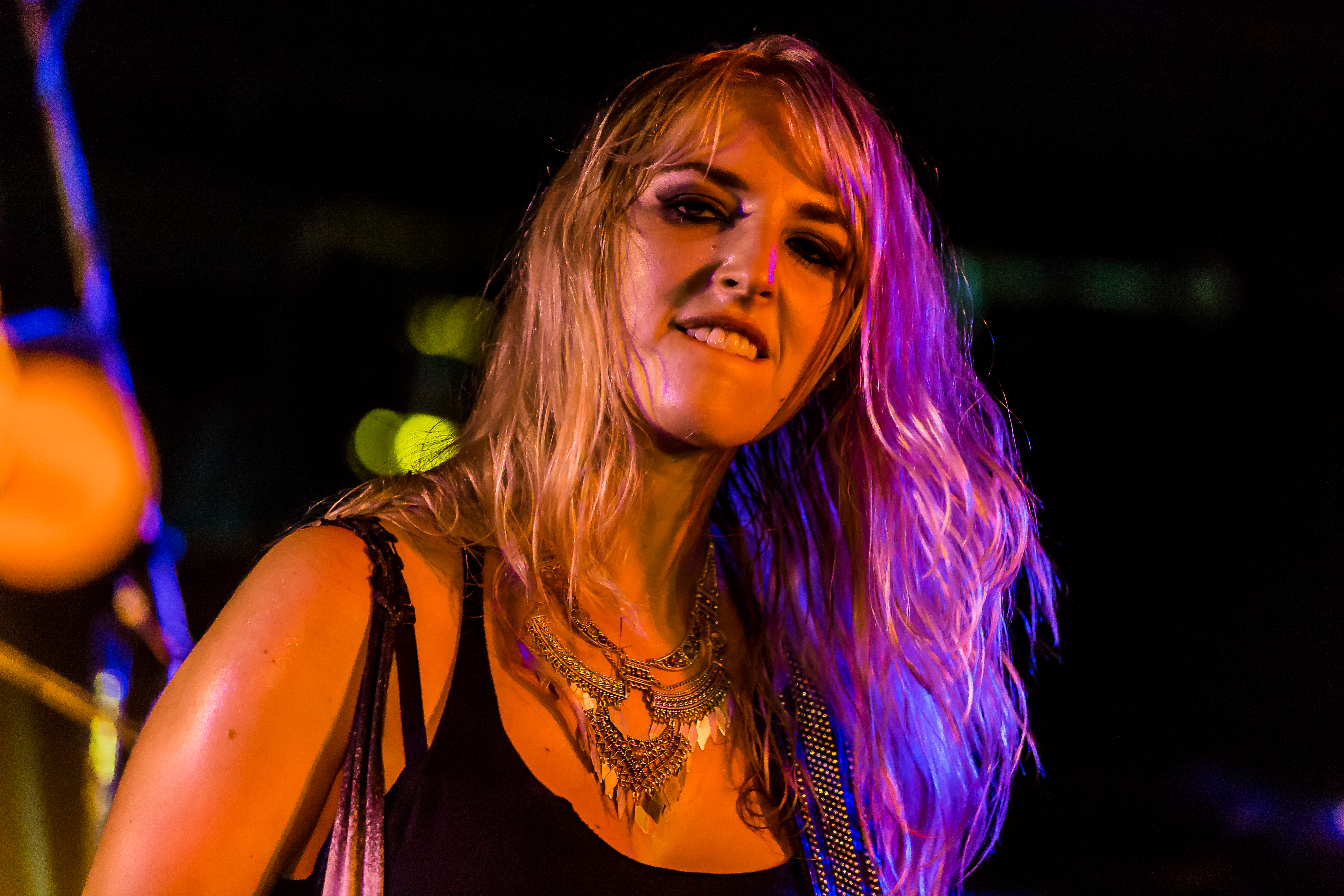
Lead-Gitarristin Britt Lightning
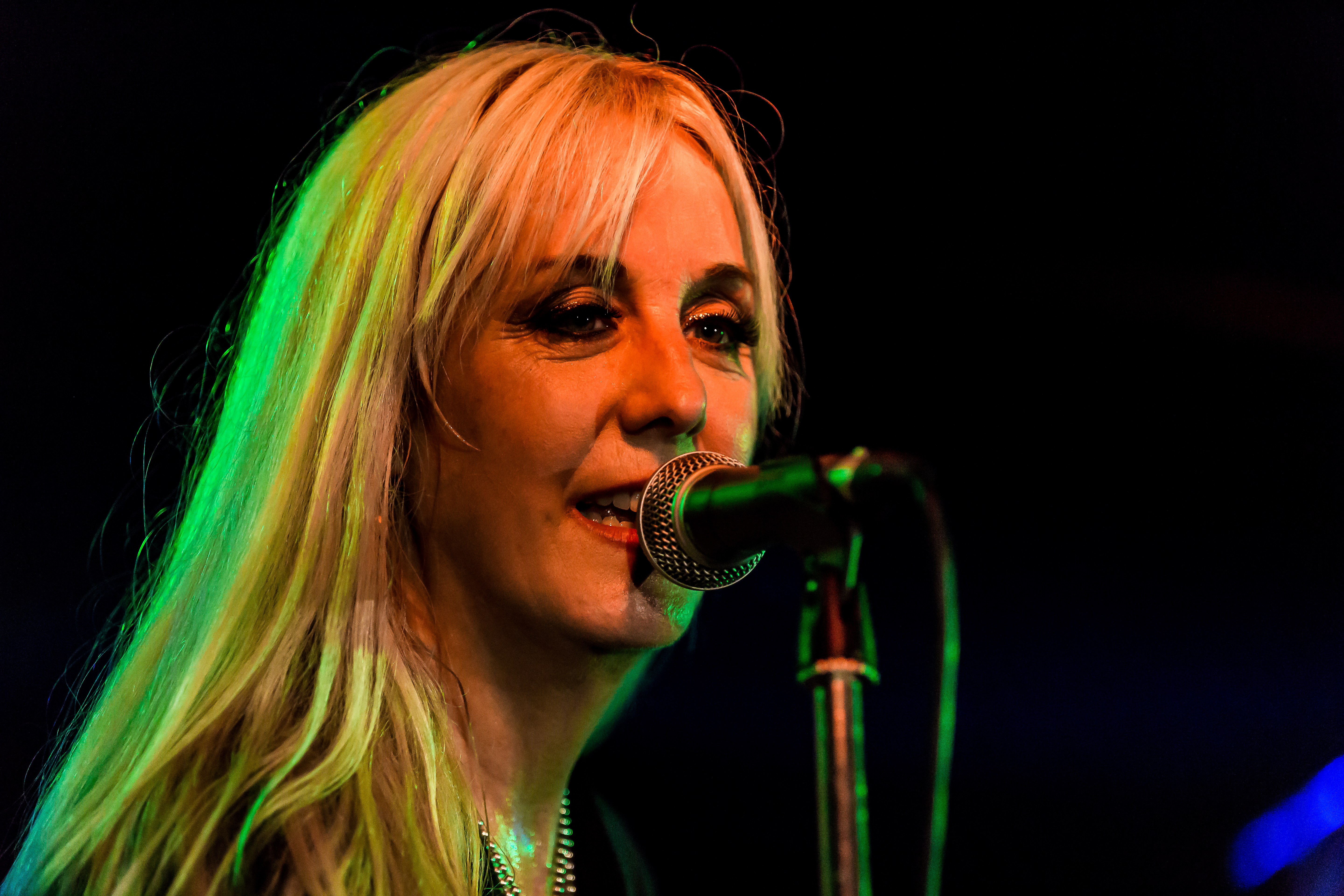
Bassistin Share Ross
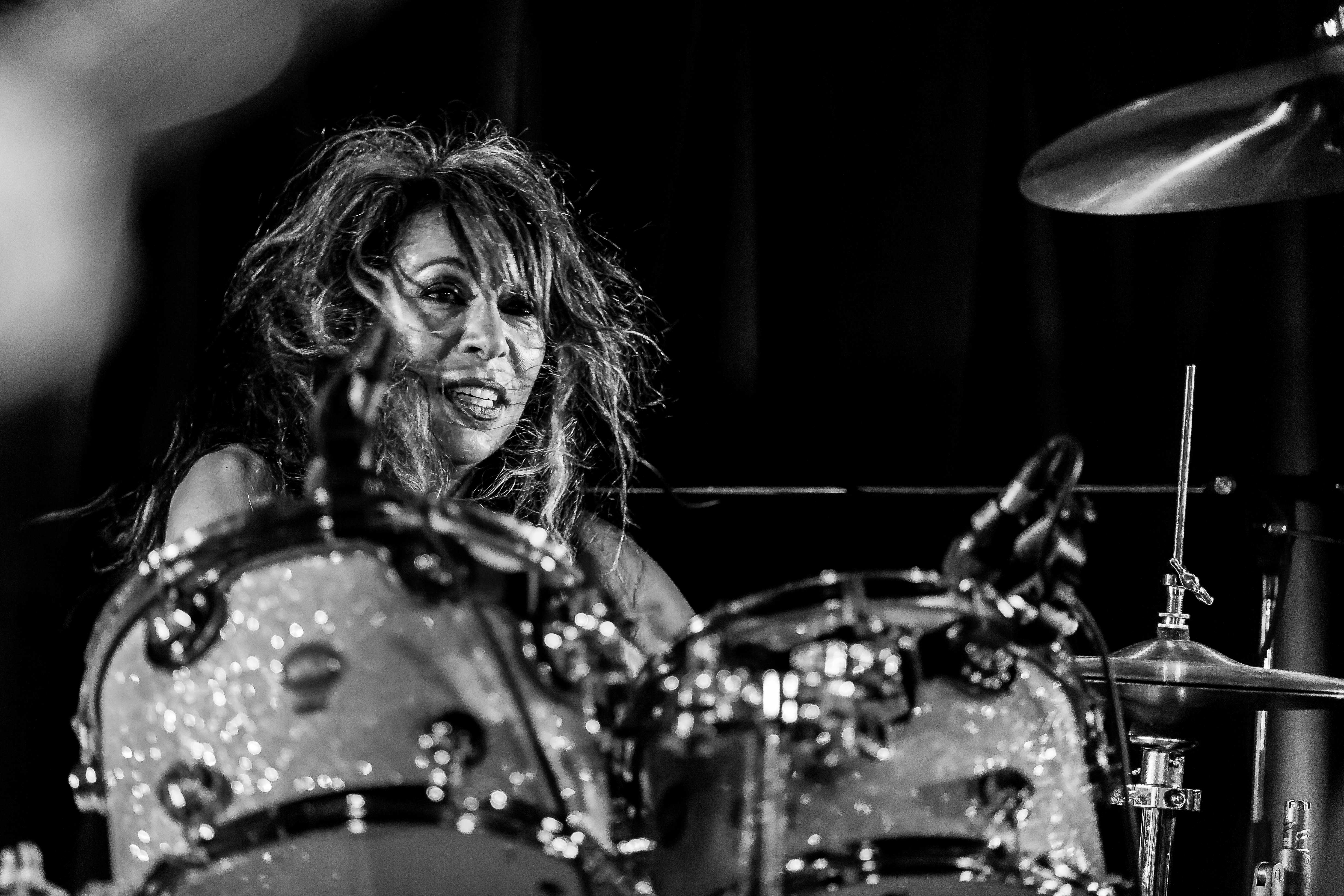
Schlagzeugerin Roxy Petrucci

## Diskografie

### Studioalben
| Jahr | Titel     | Höchstplatzierung, Gesamtwochen, AuszeichnungChartplatzierungen (Jahr, Titel, Platzierungen, Wochen, Auszeichnungen, Anmerkungen) | Höchstplatzierung, Gesamtwochen, AuszeichnungChartplatzierungen (Jahr, Titel, Platzierungen, Wochen, Auszeichnungen, Anmerkungen) | Höchstplatzierung, Gesamtwochen, AuszeichnungChartplatzierungen (Jahr, Titel, Platzierungen, Wochen, Auszeichnungen, Anmerkungen) | Höchstplatzierung, Gesamtwochen, AuszeichnungChartplatzierungen (Jahr, Titel, Platzierungen, Wochen, Auszeichnungen, Anmerkungen) | Höchstplatzierung, Gesamtwochen, AuszeichnungChartplatzierungen (Jahr, Titel, Platzierungen, Wochen, Auszeichnungen, Anmerkungen) | Anmerkungen                          |
| Jahr | Titel     | DE | AT | CH | UK | US | Anmerkungen                          |
| ---- | --------- | --- | --- | --- | --- | --- | ------------------------------------ |
| 1988 | Vixen     | DE39 (12 Wo.)DE | — | — | UK66 (1 Wo.)UK | US41 Gold · (40 Wo.)US | Erstveröffentlichung: September 1988 |
| 1990 | Rev It Up | DE29 (11 Wo.)DE | — | CH14 (9 Wo.)CH | UK20 (4 Wo.)UK | US52 (16 Wo.)US | Erstveröffentlichung: Juli 1990      |

Weitere Alben
- 1998: Tangerine (CMC International (US), Eagle Records (Europa))
- 1999: Full Throttle (Razor & Tie)
- 2006: Extended Versions (CMG Records)
- 2006: Live & Learn (Demolition)
- 2009: Live in Sweden (Castle)
- 2018: Live Fire (Rat Pak Records)

### Singles
| Jahr | Titel Album                     | Höchstplatzierung, Gesamtwochen, AuszeichnungChartplatzierungen (Jahr, Titel, Album, Platzierungen, Wochen, Auszeichnungen, Anmerkungen) | Höchstplatzierung, Gesamtwochen, AuszeichnungChartplatzierungen (Jahr, Titel, Album, Platzierungen, Wochen, Auszeichnungen, Anmerkungen) | Höchstplatzierung, Gesamtwochen, AuszeichnungChartplatzierungen (Jahr, Titel, Album, Platzierungen, Wochen, Auszeichnungen, Anmerkungen) | Höchstplatzierung, Gesamtwochen, AuszeichnungChartplatzierungen (Jahr, Titel, Album, Platzierungen, Wochen, Auszeichnungen, Anmerkungen) | Höchstplatzierung, Gesamtwochen, AuszeichnungChartplatzierungen (Jahr, Titel, Album, Platzierungen, Wochen, Auszeichnungen, Anmerkungen) | Anmerkungen                        |
| Jahr | Titel Album                     | DE | AT | CH | UK | US | Anmerkungen                        |
| ---- | ------------------------------- | --- | --- | --- | --- | --- | ---------------------------------- |
| 1988 | Edge of a Broken Heart Vixen    | — | — | — | UK51 (7 Wo.)UK | US26 (21 Wo.)US | Erstveröffentlichung: August 1988  |
| 1989 | Cryin’ Vixen                    | — | — | — | UK27 (4 Wo.)UK | US22 (13 Wo.)US | Erstveröffentlichung: Januar 1989  |
| 1989 | Love Made Me Vixen              | — | — | — | UK36 (4 Wo.)UK | — | Erstveröffentlichung: Mai 1989     |
| 1990 | How Much Love Rev It Up         | — | — | — | UK35 (3 Wo.)UK | US44 (12 Wo.)US | Erstveröffentlichung: Juli 1990    |
| 1990 | Love Is a Killer Rev It Up      | — | — | — | UK41 (2 Wo.)UK | US71 (6 Wo.)US | Erstveröffentlichung: Oktober 1990 |
| 1991 | Not a Minute Too Soon Rev It Up | — | — | — | UK37 (2 Wo.)UK | — | Erstveröffentlichung: März 1991    |